# Virginia Slims Championships 1988
Il WTA Tour Championships 1988 è stato un torneo di tennis femminile che si è giocato al Madison Square Garden di New York negli USA dal 14 al 20 novembre su campi in sintetico indoor. È stata la 18ª edizione del torneo di fine anno di singolare, la 13a del torneo di doppio.

## Campionesse

### Singolare
Gabriela Sabatini ha battuto in finale  Pam Shriver con il punteggio di 7–5, 6–2, 6–2

### Doppio
Martina Navrátilová /  Pam Shriver hanno battuto in finale  Larisa Neiland /  Nataša Zvereva con il punteggio di 6–3, 6–4